# Roemeens voetbalkampioenschap 1922/23
In 1922/23 werd het elfde kampioenschap in Roemenië georganiseerd. Dit keer namen er 8 regionale kampioenen deel van 22 juli tot 26 augustus. Chinezul werd voor de tweede opeenvolgende keer kampioen.

## Deelnemers
| Regio        | Kampioen                     |
| ------------ | ---------------------------- |
| Arad         | Gloria CFR Arad              |
| Boekarest    | Venus Boekarest              |
| Brașov-Sibiu | Brașovia Brașov              |
| Cernăuți     | Polonia Cernăuți             |
| Cluj         | Victoria Cluj                |
| Oradea       | Înțelegerea Oradea           |
| Târgu Mureș  | Clubul Gimnastic Târgu-Mureș |
| Timișoara    | Chinezul Timișoara           |

## Uitslagen

### Kwartfinale
| Thuisploeg                   | – | Uitploeg           | Uitslag    |
| ---------------------------- | - | ------------------ | ---------- |
| Victoria Cluj                | – | Înțelegerea Oradea | 1:0 (0:0)  |
| Clubul Gimnastic Târgu-Mureș | – | Polonia Cernăuți   | 1:0 (0:0)  |
| Gloria CFR Arad              | – | Chinezul Timișoara | 0:2 (0:1)  |
| Brașovia Brașov              | – | Venus Boekarest    | 1:1 (0:1)1 |

1 Brașov gaf forfait voor de replay.

### Halve finale
| Thuisploeg         | – | Uitploeg                     | Uitslag               |
| ------------------ | - | ---------------------------- | --------------------- |
| Venus Boekarest    | – | Victoria Cluj                | 1:3 (1:2)             |
| Chinezul Timișoara | – | Clubul Gimnastic Târgu-Mureș | 1:1 (0:0), 0:2 (0:1)1 |

1 De replay werd in Târgu-Mureș gespeeld.

### Finale
| Thuisploeg    | – | Uitploeg           | Uitslag   |
| ------------- | - | ------------------ | --------- |
| Victoria Cluj | – | Chinezul Timișoara | 0:2 (0:1) |